# Santiago de la Puebla
Santiago de la Puebla és un municipi de la província de Salamanca a la comunitat autònoma de Castella i Lleó. Limita al nord amb Macotera, al sud amb Alaraz, a l'est amb Malpartida i Salmoral i a l'oest amb Gajates.

## Demografia
| 1999 | 2002 | 2005 | 2008 |
| ---- | ---- | ---- | ---- |
| 558  | 512  | 470  | 446  |